# Maxmilián Inigo z Ehrenburgu
Maxmilián Inigo svobodný pán z Ehrenburku (17. srpna 1735 – 8. července 1814) byl český šlechtic původem ze slezského rodu Ehrenburků. Sloužil mnoho let v nižších státních úřadech a byl hejtmanem postupně ve třech krajích v Čechách. Byl majitelem statku Lojovice se zámkem u Prahy.     

## Život

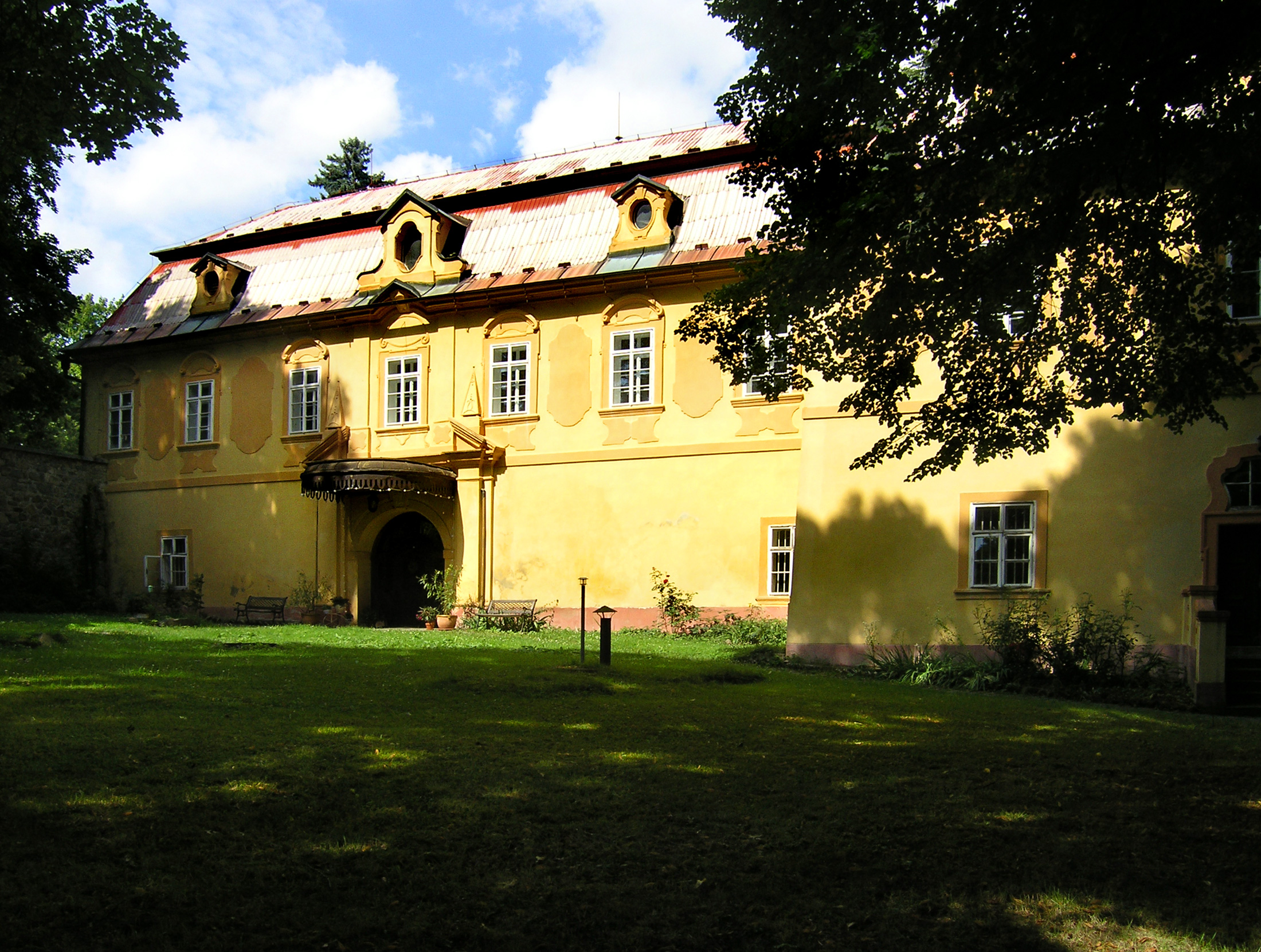
Zámek Lojovice, sídlo Maxmiliána z Ehrenburgu

Pocházel ze šlechtického rodu připomínaného od 15. století ve Slezsku. Narodil se na zámku Návarov poblíž města Tanvald. Byl mladším synem státního úředníka Jáchyma Filipa z Ehrenburgu (1707–1782) povýšeného v roce 1761 do stavu svobodných pánů, a Františky Markéty, rozené Löwové z Ersfeldu (1710–1745). Při dělení otcovského majetku s bratrem Jáchymem (1740–1818) dostal finanční odškodnění a v roce 1779 koupil od svého strýce Jana Josefa Löwa z Ersfeldu statek Lojovice poblíž Prahy. Ke statku patřil zámek v Lojovicích, hospodářský dvůr a další čtyři vesnice.
Dlouhodobě působil ve státních službách v Českém království. V letech 1775–1785 byl hejtmanem Boleslavského kraje, poté krátce hejtmanem Litoměřického kraje (1786–1787) a nakonec krajským hejtmanem v Berouně. Kromě toho byl radou zemského gubernia a při příležitosti korunovace Leopolda II. byl pasován na rytíře sv. Václava. V roce 1798 kvůli dluhům prodal Lojovice a poté žil v Praze v domě U Panny Marie hromničné (Spálená 41/103). Zemřel 8. července roku 1814.
Byl ženatý s Terezií Schmidtgräbnerovou z Lustenecku (1755–1809), měli spolu tři děti. Starší syn Josef (1772–1854) sloužil v armádě jako c. k. hejtman, mladší Maxmilián (1775–1823) působil ve státních úřadech a byl městským hejtmanem v Praze. Dcera Barbora (1785–1850) se poprvé provdala za svého bratrance Jana Křtitele z Ehrenburgu (1774–1807), majitele Návarova, podruhé se provdala za hraběte Jana z Küenburgu (1774–1838).